# Torrente 3: El protector
Torrente 3: El protector és una pel·lícula espanyola dirigida per Santiago Segura, estrenada el 2005. És la tercera part de la pel·lícula Torrente, el brazo tonto de la ley.

## Argument
Una popular eurodiputada, Giannina Ricci, arriba de visita a Espanya. El seu objectiu, a través d'un detallat informe que revela les il·legalitats i irregularitats de la multinacional Petronosa, és tancar les factories d'aquesta empresa que atempten contra el medi ambient. El més alt directiu de la companyia suborna dos comandaments dels cossos de seguretat encarregats de protegir la senyoreta Ricci, perquè facilitin l'atemptat que planeja contra l'eurodiputada. No se'ls ocorre res millor que encarregar la protecció durant l'estada a Espanya de la diputada a José Luis Torrente. Per si no n'hi hagués prou, li deixen triar i entrenar els qui conformaran el cos d'elit que l'ha d'ajudar en la protecció.

## Repartiment
| Intèrpret        | Paper              |
| ---------------- | ------------------ |
| Santiago Segura  | José Luis Torrente |
| José Mota        | Josito             |
| Carlos Latre     | Fill d'en Torrente |
| Javier Gutiérrez | Solis              |
| Yvonne Sciò      | Giannina           |
| Enrique Villén   | Salas              |
| Luis Larrodera   | Menéndez           |
| Silvia Gambino   | Vanessa            |
| Tony Leblanc     | Mauricio Torrente  |
| Ruth Zanón       | Fiorella           |
| Xavier Deltell   | Linares            |
| Jimmy Barnatán   | José María         |
| Fabio Testi      | Montellini Roures  |
| Sr. Barragán     | ell mateix         |

## Banda sonora
1. El protector, de Rosa López
2. Torrente el protector, de Juanshows
3. Tonta, de Matari
4. Báilenlo, d'Isaak
5. Te haría una casita, de Decai
6. Yo quiero bailar, de Sonia y Selena
7. No soy un bastricboy, de Juanshows
8. Apatrullando la ciudad, d'El Fary
9. Torrente, de Kiko Veneno
10. Misión en Marbella, de Santiago Segura
11. Ana Palangana, de Pedro Caldera
12. Ser español, de Santiago Segura
13. Torrente song, de Niko Costello
14. El Fary, de Jaunshows
15. Semos diferentes, de Joaquín Sabina

## Videojoc
En Torrente 3 haurem de resoldre tota mena de situacions conflictives als carrers de Madrid amb l'única finalitat d'augmentar el nostre nivell de Torrentismo, que serà l'experiència general adquirida pel protagonista al llarg de l'aventura. Així, començarem la partida combatent a personatges d'escassa importància i ajudant a la nostra àvia que no pararà de demanar objectes que haurem de portar a casa, per després acabar el joc enfrontant a enemics més poderosos que no cessaran en el seu afany d'assassinar l'eurodiputada Giannina.
Per pujar el nivell de Torrentismo en primer lloc haurem de satisfer les necessitats de Torrente emmarcades en les categories de: Sexe, Marrano, Detectiu, Fan de l'Atleti, Diners i Història. Depenent de les accions que realitzem al llarg de l'aventura les barres pertanyents a cadascuna d'aquestes característiques augmentaran.Així, com a bon fan de l'Atlètic de Madrid, Torrente augmentarà progressivament la barra emmarcada en aquesta categoria robant-li les bufandes als aficionats radicals del Reial Madrid, que es pot fins i tot visitar el Vicente Calderón amb l'única finalitat de millorar les seves aptituds físiques. De la mateixa manera, la barra de marranades pujarà ràpidament si ens dediquem a guanyar tots els tornejos de pets o rots que se celebrin en els diferents bars de la capital d'Espanya, o augmentarem el nivell de la barra de Sexe gaudint d'aquest acte amb les prostitutes de la ciutat, o en solitari als lavabos públics.
Algunes d'aquestes accions només les podrem dur a terme si abans hem comprat els objectes pertinents repartits per les botigues de la ciutat, és a dir, si volem masturbar en un lavabo, primerament necessitarem comprar una revista o vídeo pornogràfic per deslligar la imaginació de Torrente. Aquests articles els podrem trobar als prostíbuls de la ciutat, però no seran les úniques coses que podrem comprar. Si ens acostem a la farmàcia, per exemple, podrem comprar medicaments per a la nostra àvia, o drogues per passar una bona estona. De la mateixa manera, si visitem un bar, o el mateix club de cites, Torrente podrà acostar-se a la barra per demanar aliments o begudes, el que farà que després hagi de visitar l'urinari per defecar o orinar. En aquest tipus de situacions, el jugador haurà de realitzar pulsacions ràpides amb el teclat perquè Torrente acabi ràpid, perquè el procés de masturbació sigui més satisfactori, o simplement per intentar que el pixat entre per on ha d'entrar, i no esquitxi els diferents vestits que podrà portar el policia.
Lògicament, per comprar tots aquests articles necessitarem diners que obtindrem realitzant algunes de les missions esmentades amb anterioritat: cada vegada que li van arrabassar a un seguidor del Reial Madrid la seva bufanda ens portarem un grapat d'euros, més a més una bona pallissa si no som el prou ràpids com per escapar de la ira dels madridistes. També, si ens acostem al lloc de venda d'un venedor de material pirata, podrem comprar els CD, o robar-los, el que farà que guanyem diners.